# Xenia Goodwin

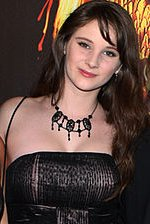
Xenia Goodwin

Xenia Goodwin (* 7. Februar 1994 in Sydney, Australien) ist eine australische Tänzerin und Schauspielerin.

## Leben
Xenia Goodwin besuchte die Tanya Pearson Classical Coaching Academy und erhielt ihre erste TV-Rolle nach einer nationalen Suche nach jungen Tänzerinnen. Nach 31 Probeaufnahmen in Sydney, Melbourne und Brisbane spielte sie bei Dance Academy die Hauptrolle der 15-jährigen Balletttänzerin Tara Webster.

## Filmografie (Auswahl)
- 2010–2013: Dance Academy – Tanz deinen Traum! (Dance Academy, 65 Folgen)
- 2014: You Cut, I Choose (Kurzfilm)
- 2017: Dance Academy – Das Comeback (Dance Academy: The Movie)